# Fremont (Karolina Północna)
Fremont – miasto w Stanach Zjednoczonych, w stanie Karolina Północna, w hrabstwie Wayne.